# Пореево (Любимский район)
Пореево — деревня в Любимском районе Ярославской области.
С точки зрения административно-территориального устройства относится к Осецкому сельскому округу. С точки зрения муниципального устройства входит в состав Осецкого сельского поселения.

## География
Деревня расположена в 3 км на северо-запад от центра поселения деревни Рузбугино и в 37 км на юг от райцентра города Любим.

## История
В 2 км от деревни на погосте Богородское в Ившине в 1824 году на средства прихожан была построена каменная церковь с колокольней и оградой. Престолов в ней было три: в холодной — во имя Рождества Пресвятой Богородицы, в правом приделе теплой церкви — во имя прп. Сергия Радонежского и в левом приделе — во имя святителя Николая чудотворца. 
В конце XIX — начале XX века деревня входила в состав Осецкой волости Любимского уезда Ярославской губернии.
С 1929 года деревня входила в состав Поддубновского сельсовета Любимского района, в 1944 — 1959 годах — в составе Середского района, с 1954 года — в составе Рузбугинского сельсовета, с 2005 года — в составе Осецкого сельского поселения.

## Население
| 1859 | 2002 | 2007 | 2010 |
| ---- | ---- | ---- | ---- |
| 104  | ↘20  | ↘19  | ↘11  |

## Достопримечательности
Близ деревни в урочище Богородсково расположена недействующая Церковь Рождества Пресвятой Богородицы (1824).